# 탈린 블랙나이츠 영화제
탈린 블랙나이츠 영화제(Tallinn Black Nights Film Festival, PÖFF)는 에스토니아의 수도 탈린에서 1997년부터 치러지는 연례 영화제이다. 이 영화제는 국제 영화 제작자 연맹(FIAPF)가 있는 발트 지역이나 북유럽의 유일한 영화제이다.

## 최우수 수상작
- 헝거 (2008년 영화)
- 심플 라이프 (영화)
- 더 그레이트 뷰티
- 사도 (2015년 영화)
- Fear